# Pauchi Sasaki
Pauchi Sasaki (Lima, 1981) es una compositora, artista experimental multidisciplinaria y violinista peruana-japonesa. Ha compuesto música para cine, video, teatro, danza e instalaciones, además de participar en conciertos en Alemania, Estados Unidos, Francia, Japón y México.

## Obras

### Música
- 2008. Yuyu (álbum, Lima)
- 2010. KoPpu (álbum, Nueva York)[7]
- 2018. Omagua (suite, estreno en Berlín)[8]

### Performance
- 2016. Gama XV: Piece for Two Speaker Dresses, dúo con la flautista Claire Chase[9]

## Reconocimientos y premios
- El 2016 fue elegida para estudiar 2 años con el compositor estadounidense Phillip Glass a través de la Iniciativa Artística Rolex para Mentores y Discípulos.[10][11]

### Premios
- 2011. Mejor banda sonora original por la película Regreso de Alejandro Burmester.
  - 15.ª edición del Festival de Cine de Lima.[12]
- 2014. Premio Paul Merritt Henry a la excelencia en composición musical para instrumentos de cuerda[5]
- 2015. Mejor banda sonora original por la película Perro guardián de Baltazar Caravedo y Daniel Higashionna.
  - 30va. edición del Festival del Cinema Latino Americano de Trieste en Italia.[13]
- 2019. Mejor banda sonora original por la película Canción sin nombre de Melina León.
  - 29va. edición del Festival Iberoamericano de Ceára en Brasil.[14]

### Retratos
- Sonidos del Perú 32: Pauchi Sasaki (junio de 2013 por Vincent Moon)[15]